# Рудка (притока Вілії)
Рудка, Грища — річка в Україні, у Білогірському районі Хмельницької області. Права притока Вілії (басейн Дніпра).

## Опис
Довжина річки 12 км., похил річки — 4,0 м/км. Формується з багатьох безіменних струмків та водойм. Площа басейну 36,4 км².

## Розташування
Бере початок у Козині. Тече переважно на північний захід через Гурщину, Карпилівку і впадає у річку Вілію, ліву притоку Горині.
Річку перетинає автомобільна дорога Р26.